# Хепатит B
Хепатит B (изписвано и като хепатит Б) е заболяване на черния дроб, причинено от хепатитен вирус тип B (HBV). Вирусът е с големина 42 нанометра и е открит през 1976 година от носителя на Нобелова награда д-р Барух Блумбърг. В началото вирусът бил наречен австралийски антиген, тъй като бил открит за първи път при аборигените. Хепатит B е признат за ендемичен в Китай и някои части на Азия, а България и Турция имат много висок процент на заболеваемост. В световен мащаб процентът на заразените варира между 1 и 10% (над 350 милиона души), което прави инфекцията една от най-разпространените вирусни инфекции в света. Заедно с хепатит С са най-големият причинител на цироза и рак на черния дроб.

## Разпространение
Хепатит B е разпространен по целия свят, но благодарение на въведените имунизации в последните години процентът на хронично болните в САЩ, Канада, Мексико, Северна и Западна Европа и южните региони на Южна Америка е спаднал под 1 %.
В България установените хронични носители на хепатит B са над 450 000 души, което представлява над 5% от населението, а преболедували са над 2 млн. души.

## Начини на предаване
- При контакт със заразена кръв – стоматологични интервенции, кръвопреливане, използване на замърсени игли, татуировки, акупунктура, инструменти от козметични и фризьорски салони и др. Хепатитния вирус е 50 до 100 пъти по-заразен от този на СПИН, може да издържи извън човешкото тяло повече от 7 дни!
- По полов път – хетеро- или хомосексуални полови контакти със заразен партньор без презерватив.
- Заразяване на новороденото от майката по време на бременността. Вирусът на хепатит B преминава през плацентата и може да предизвика различни аномалии у плода. В повече от 90% от случаите вродения хепатит B е хроничен.
- Съществува риск от заразяване при близък битов контакт – в семейството, общежитие, казарма и др.

Сред най-застрашения контингент са неваксинираните здравни работници, при които заразяването може да стане чрез случайно убождане със замърсени игли, стоматолози, наркомани, хора с безразборни полови контакти.

## Клинично протичане на болестта

### Разлики между остър и хроничен хепатит B
Острата форма на заболяването е придружена с обща отпадналост, тъмна урина, жълти склери, болки в ставите и крайниците, гадене, повръщане и диария. Болният е неспособен да работи, заразоносител е и би трябвало да пази постелен режим за няколко месеца, докато се възстанови. Ако лабораторните резултати след този период се окажат положителни за (HBsAg+) се счита че инфекцията е преминала в хронична.

### Остър (акутен) хепатит B
Около 2/3 от всички инфекции протичат асимптоматично т.е. без никакви симптоми. След инкубационния период от 1 до 6 месеца само една трета показват класическите симптоми на хепатита, като пожълтяването на склерите и кожата, тъмна урина, болки в ставите и крайниците, болки в горната част на корема, гадене, повръщане и диария. При повечето асимптоматични случаи може само впоследствие да се появи слаб пристъп или покачване на чернодробните ензими (трансаминазите). На практика клиничното оздравяване при едно неусложнено остро вирусно заболяване от хепатит В е от 2 до 6 седмици. Наличието на антитела anti-HBsAg срещу HBsAg показва серологично оздравяване. С изчезването на HBsAg и появата на anti-HBs (сероконверсия) се счита, че пациентът е оздравял.
Острият хепатит В може в редки случаи да протече тежко, може да се стигне до увреждане на хемостазата (съсирванто на кръвта) или мозъчно увреждане (Енцефалопатия). В такъв случай се препоръчва лечение с Нуклеосиданалагон (например Ламивудин).

### Фулминантен хепатит
Така се нарича най-тежката форма на хепатита, която е животозастрашаваща и е съпроводена със свиване на ч. дроб и изчезване на HBsAg. Медикаментозната терапия и интензивното медицинско наблюдение с възможна чернодробна транспалнтация са препоръчителни. Предписването на интерферон на акутно болни е противопоказно.

### Реактивизиране на болестта
Всеки преболедувал остър вирусен Хепатит В трябва да знае, че пълното възстановяване на увредения черен дроб настъпва няколко месеца след изписването от болницата. Неподходящият стил на живот на болния през оздравителния период може да доведе до възвръщане на болестта или до хронифицирането ѝ. Понеже през оздравителния период болният е все още заразен, добре е да се съблюдават следните указания:
- Да спазва строга диета щадяща черния дроб и подобряваща функциите му. Храната трябва да е достатъчна по количество и качество, разнообразна по състав и богата на витамини. Дневно трябва да съдържа около 300-400 гр. въглехидрати, 100-200 гр. белтъчини и 60-80 гр. мазнини. Храната трябва да бъде приготвена чрез варене или печене, включително и на скара, без запръжки, дразнещи подправки и трудно смилаеми съставки.

Трябва да се отбележи, че спазването, особено на стриктна диета е спорно.
Разрешени за консумация са следните храни
- Богати на въглехидрати – захарни и захарно-плодови изделия (нектари, компоти, конфитюри, сиропи, мармалад, пчелен мед). Тестени изделия (кифли, бисквити, сухар, вафли), кремове, ориз, овесени ядки, макаронени изделия.
- Богати на белтъчини – мляко (прясно и кисело) и млечни изделия (изкиснато сирене, несолена извара, кашкавал), месо (прясно пилешко, агнешко, телешко, нетлъсто говеждо, черен дроб, диетични кренвирши и свинско без тлъстини, телешки салам, нетлъста шунка). Риба (прясна, речна, нетлъста и несолена).
- Богати на мазнини – предимно растителни (зехтин и олио), животински (прясно масло и сметана).
- Богати на витамини – плодове и плодови сокове (особено полезни са: грозде, ягоди, лимони, портокали, ябълки, круши, праскови, кайсии, шипки, тикви, шипкова отвара и шипков мармалад). По-добре е плодовете да се консумират сурови, но може и обработени. Зеленчуци – пресни, стерилизирани или замразени: картофи, моркови, домати, чушки (нелюти), зеле, червено цвекло, черна ряпа, марули, магданоз, както и шипков чай и минерална вода (Хисаря и Горна баня). Всяка сутрин 30-45 мин. преди хранене се пие по една чаша затоплена вода на глътки.

Забранени за консумация храни
- Консервирани меса и риба: луканка, създърма, сардели, чироз, солени и тлъсти риби и хайвер, тлъсто свинско и говеждо месо, овче месо, сланина, свинска мас, овча лой, гъски, патици, силни месни сосове и бульони, пържени и панирани ястия.
- Пикантни подправки: черен пипер, бахар, горчица, кимион.
- Други: туршии, люти чушки, суров чесън и лук, сини домати (патладжан), домати, гъби, силен чай и силно кафе.
- В по-малки количества може да се употребяват шоколад и какао, варен чесън и кромид.
- Забранява се употребата на алкохол и тютюнопушенето най-малко за една година.
- Препоръчително е веднъж на 7-10 дни да се провеждат т. нар. разтоварващ ден (да се яде само плодове, плодови сокове, нектари и компоти).

Да се спазва определен режим на почивка
Да се избягват физически и психически напрежения и преумора, тъй като обременяват чения дроб и могат да доведат до влошаване на състоянието. Преминаването към свободен режим, трябва да става постепенно. Добре дейстават дълбоките дихателни упражнения, които улесняват чернодробното кръвообръщение. Могат да се правят леки разходки и леки излети, но без умора. Забранява се активното спортуване минимум една година. Необходимо е да се осигури достатъчно почивка и сън (8ч. през нощта и по възможност 2ч. през деня).
Да се съблюдава личната хигиена и провежда предпазни мерки за недопускане на разпространение на заразата.
Известно е, че преболедувалите могат за известно време да останат заразоносители. Добре е да се знае, че всеки човешки екскремент през този период – изпражнения, пот, вагинална течност, сперма, сълзи и кръв съдържа хепатит В вирус, но не винаги концентрацията е достатъчна да предизвика зараза у друг човек, или поне наличната информация не е достатъчна. Хепатитния вирус е много упорит и се налага да се използват специални препарати за дезинфекция, някои от които могат да се поръчат от складовете, от които се снабдяват стоматолозите.'

### Хроничен хепатит В
Един от най-големите проблеми с Хепатита е това, че по-голямата част от болните нямат никакви симптоми. Той може да бъде открит съвсем случайно при рутинно изследване, например защото белите кръвни телца в кръвта са под нормата.
Едно остро заболяване преминава в хронично в 5 до 10 % от случаите. Хроничното заболяване може да се развие и без остър стадий при някои от заболелите.
Със спадане на възрастта се увеличава и възможността за преминаване в хронично заболяването. При новородени процентът е най-голям – над 90%. При 4-годишните този процент е 50.
При около 1/4 от хронично болните се наблюдава бързо развитие на болестта, което често води до цироза и рак на черния дроб.
До 25% от хронично болните умират в резултат на вируса на хепатит В – от рак на черния дроб или чернодробна недостатъчност. Около 5 % от хронично болните с хепатит В страдат и от хепатит D.

## Превенция на хепатит В
Хепатит В е болест, която може да бъде предотвратена с ваксина. Съществува сигурна Ваксина срещу вирусен хепатит B, защитаваща новородени, деца и възрастни.

## Лечение на остър хепатит В
Лечението на остър хепатит В протича обикновено в инфекциозните отделения на болниците в България, но по света не е така.
- Гюкоза и Левалоза интравенозни вливания около 2 литра дневно за период от 30 дни.
- Transmetil интравенозно или перорално за период от 3 месеца.
- Legalon капсули 3 пъти дневно по 2 капсули за период от 6 месеца, като след третият месец дозата може да се намали на 3 пъти по 1 капсула.
- Tokoferol по 500 мг дневно за 3 месеца.
- Витамин С по 1 гр. дневно. Нека уточним, че приемането на вит. С като 1 таблетка от 1 гр. е безпредметно, тъй като човешкото тяло може да възприеме дози от 30 до 50 мг почти изцяло, но много по-големите дози не се усвояват от човешкия организъм, а се изхвърлят чрез урината.

## Лечение на хроничен хепатит В
До преди две десетилетия не е имало възможности за лечение и медикаментите са на много висока цена. Един годишен курс на лечение възлиза от 3-4 хиляди лева до 22-23 хиляди. Като по-евтините медикаменти, които се приемат като хапчета трябва да се взимат в продължение на няколко години, а понякога и до края на живота. Въпрки че няма пълно излекуване от хепатит B, има 6 одобрени медикамента за лечение на възрастни и 2 за деца в САЩ и по света.
Има и много обещаващи медикаменти в развитие, но проблема с който изследователите се сблъскват е постоянната мутация на вируса.
Съвременните медикаменти имат най-голям ефект при тези, които имат активно чернодробно заболяване.
Всеки болен трябва да се консултира с лекуващия си лекар за плюсовете и минусите на лечението с тези медикаменти.
Одобрени медикаменти за хепатит В в САЩ са:
- Interferon-alpha (Intron A) се приема няколко пъти седмично с инжекция в период от 6 месеца до 1 година, а понякога и по-дълго. Медикаментът дава странични ефекти подобни на грип, депресии и главоболие. Одобрен през 1991 и е достъпен и за възрастни и за деца.
- Pegylated Interferon (Pegasys) се приема един път седмично с инжекция в период от 6 месеца до 1 година. Медикаментът може да предизвика странични ефекти подобни на грип, депресия и други психични заболявания. Одобрен през май 2005 за възрастни.
- Lamivudine (Epivir-HBV, Zeffix, or Heptodin) е на таблетки, който се приема 1 път на ден, почти без странични ефекти в продължение най-малко на 1 година. Възможното развитие на мутирали форми на вируса на хепатит В от този медикамент по време и след лечението създава големи обезпокоения. Одобрен е през 1998 година за деца и възрастни
- Adefovir dipivoxil (Hepsera) е хапче, което се приема по веднъж на ден, с малко странични ефекти, най-малко в предължение на година. Могат да се появят проблеми с бъбреците, но проблемът изчезва със спирането на медикамента. Одобрен през 2002 за възрастни.
- Entecavir (Baraclude) е хапче, което се приема 1 път на ден, почти без странични ефекти в продължение на година. Счита се за най-силния медикамент срещу вируса приеман на хапчета. Одобрен през 2005 за деца. Планират се педиатрични лабораторни опити.
- Telbivudine (Tyzeka, Sebivo) е хапче, което се приема по веднъж на ден с почти никакви странични ефекти в продължение до 1 година. Изследвания показват, че бързо и дълбочинно потиска нивото на HBV вируса.

Медикаментите значително забавят риска от увреждане на черние дроб от вируса, чрез забавяне или спирането на репродуцирането на вируса.
Комбинационна терапия се оказва най-ефективна при борба с вируса на хепатит В (HBV).